# 正始 (北魏)
正始（せいし）は、南北朝時代の北魏において、宣武帝の治世に使用された元号である。504年正月 - 508年8月。
葉維庚の『紀元通考』及び李兆洛の『紀元編』では反乱を起こした樊素安の私年号としているが、『北史』の「…僭帝号。正始元年…」を「「…僭帝，号正始。元年…」と誤読した結果によるものと考えられる。

## 西暦・干支との対照表
| 正始 | 元年  | 2年   | 3年   | 4年   | 5年   |
| 西暦 | 504年 | 505年 | 506年 | 507年 | 508年 |
| 干支 | 甲申  | 乙酉  | 丙戌  | 丁亥  | 戊子  |